# Wanparti
Wanparti fou un estat tributari protegit, un samasthan del sud-oest del districte de Mahbubnagar al principat d'Hyderabad, format per 124 pobles amb una superfície de 1.165 km² i una població el 1901 de 62.197 habitants. La capital era Wamparti. Abans de 1727 la seu del sobirà era Sugur que donava nom al territori però després del 1727 la capital es va traslladar a Wanparti. L'estat era creuat pel riu Kistna.